# Joel Burman
Joel Burman (2 de enero de 1997) es un deportista sueco que compite en ciclismo de montaña en la disciplina de campo a través por eliminación.
Ganó una medalla de bronce en el Campeonato Mundial de Ciclismo por Eliminación de 2019 y una medalla de bronce en el Campeonato Europeo de Ciclismo de Montaña de 2021.

## Medallero internacional
| Campeonato Mundial | Campeonato Mundial | Campeonato Mundial | Campeonato Mundial |
| Año                | Lugar              | Medalla            | Competición        |
| ------------------ | ------------------ | ------------------ | ------------------ |
| 2019               | Waregem (Bélgica)  | Medalla de bronce  | Eliminación        |
| Campeonato Europeo |                    |                    |                    |
| Año                | Lugar              | Medalla            | Competición        |
| 2021               | Novi Sad (Serbia)  | Medalla de bronce  | Eliminación        |